# Otradni (Drujba)
|  | Per a altres significats, vegeu «Otradni». |

Otradni - Отрадный (rus) - és un khútor de la República d'Adiguèsia, a Rússia. Es troba a 13 km a l'oest de Koixekhabl i a 41 km al nord-est de Maikop, la capital de la república.
Pertany al municipi de Drujba.